# Retorbido
Retorbido är en ort och kommun i provinsen Pavia i regionen Lombardiet i Italien. Kommunen hade 1 562 invånare (2018).